# 1841 în literatură
Anul 1841 în literatură a implicat o serie de evenimente și cărți noi semnificative.  